# Hate Bein' Sober
«Hate Bein' Sober» — третій сингл з дебютного студійного альбому американського репера Chief Keef Finally Rich, виданий 12 грудня 2012 року.

## Відеокліп
16 листопада 2012 Chief Keef не з'явився на зйомках відео «Hate Bein' Sober», які мали відбутись у Лас-Вегасі. Про це повідомив 50 Cent, котрий разом з Візом Каліфою приїхав на знімальний майданчик.
50 Cent випустив кліп 29 квітня 2020 року на YouTube, надіславши при цьому твіт зі своєї офіційної обліковки. Станом на квітень 2024 року відео на YouTube має понад 15 млн переглядів.

## Конфлікт із Кеті Перрі
21 травня 2013 попспівачка Кеті Перрі повідомила через Twitter, що їй не подобається «Hate Bein' Sober». Репер відповів кількома твітами, зазначивши, що вона може «відсмоктати» й натякнув на вихід дису. Конфлікт завершився вибаченнями з обох сторін.

## Список пісень
Цифровий сингл
| #  | Назва                                                | Автор                                                     | Продюсер   | Тривалість |
| -- | ---------------------------------------------------- | --------------------------------------------------------- | ---------- | ---------- |
| 1. | «Hate Bein' Sober» (з участю 50 Cent та Wiz Khalifa) | Кейт Козарт, Кертіс Джексон, Камерон Томаз, Тайрі Піттмен | Young Chop | 4:40       |

## Чартові позиції
| Чарт (2012-2013)                   | Найвища позиція |
| ---------------------------------- | --------------- |
| США (Billboard Hot 100)            | 109[A]          |
| US Billboard Heatseekers Songs     | 16              |
| US Billboard Hot R&B/Hip-Hop Songs | 37              |

## Сертифікації
| Регіон                                                      | Сертифікація  | Продажі   |
| ----------------------------------------------------------- | ------------- | --------- |
| США (RIAA)                                                  | 2× Платиновий | 2 000 000 |
| продажі+прослуховування, що базуються лише на сертифікаціях |               |           |